# Aeroportul Aguaclara
Aeroportul Aguaclara (IATA: ACL, ICAO: SKAW) este un aeroport din Casanare⁠(d), Columbia. Aeroportul a fost tranzitat în 2008 de 416 pasageri.
Situat la o altitudine de 323 m, aeroportul dispune de o singură pistă.